# Ladomerská Vieska
Ladomerská Vieska (hongrois : Ladomérmindszent) est un village de Slovaquie situé dans la région de Banská Bystrica.

## Histoire
La première mention écrite du village date de 1335.

## Démographie

### Évolution de la population
| Année:               | 1994. | 2004.   | 2014.   | 2024.   |
| -------------------- | ----- | ------- | ------- | ------- |
| Nombre de personnes: | 819   | 782     | 805     | 758     |
| Différence:          |       | -4,51 % | +2,94 % | -5,83 % |

| Année:               | 2023. | 2024.   |
| -------------------- | ----- | ------- |
| Nombre de personnes: | 763   | 758     |
| Différence:          |       | -0,65 % |